# 臺南市觀光自行車租賃系統
臺南市觀光自行車租賃系統（Tainan Tour Bike，簡稱觀光T-Bike）是臺灣臺南市由臺南市政府觀光旅遊局負責建置的觀光型自行車租賃系統。採甲地租、乙地還，並可使用一卡通、悠遊卡或信用卡進行租借。2015年7月委由民間業者經營，2019年7月9日結束營運。

## 歷史
2014年

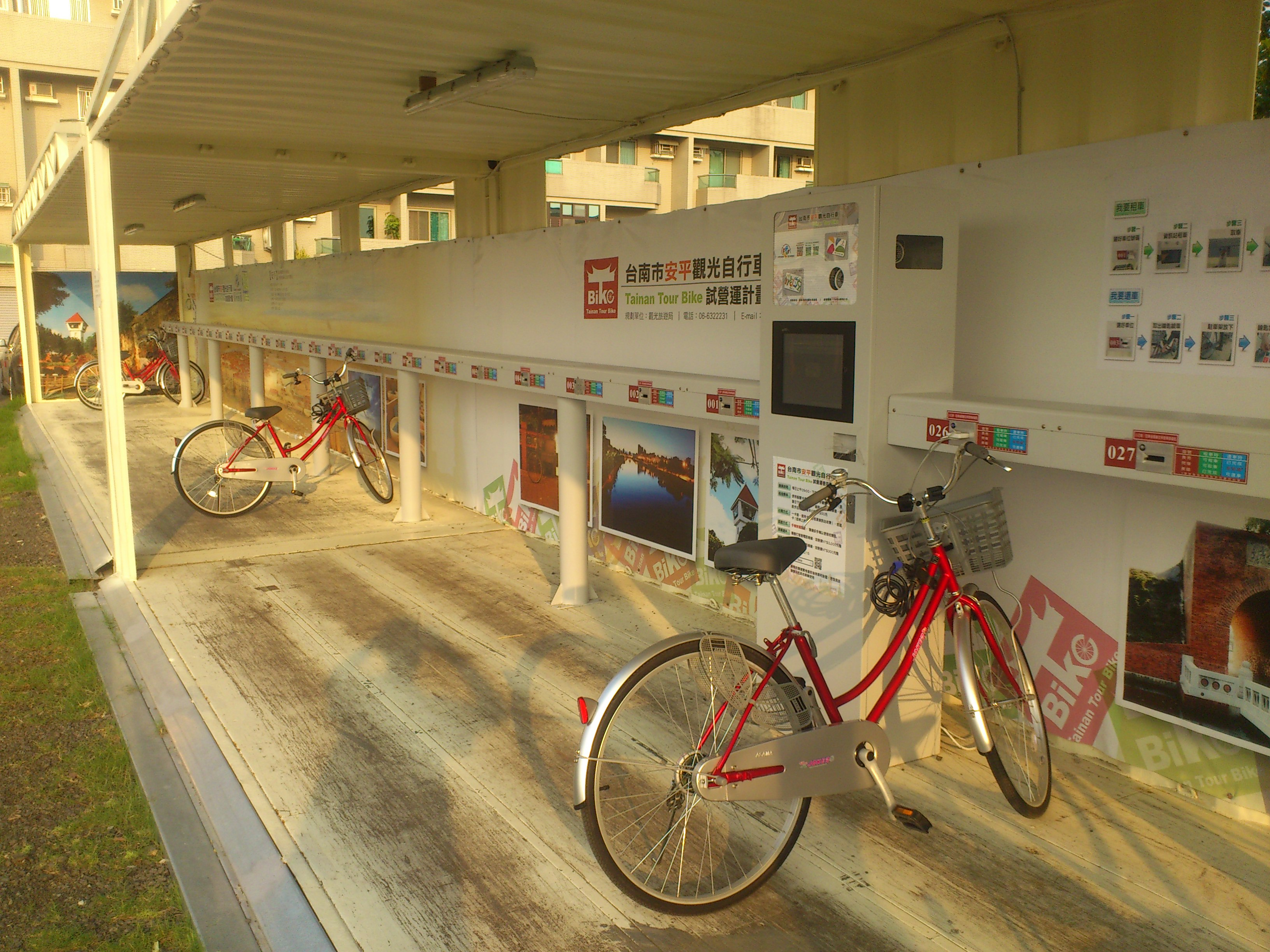
最初設置的安平樹屋站，現已廢站

- 3月2日：觀光T-Bike觀光自行車於安平區開始設站試營運[3]。

2015年
- 2月11日：正式營運後採計次收費，每次100元，翌日零時前須歸還，逾時每半小時加收50元[4]。
- 7月：觀光T-Bike委由民間業者經營[5]。
- 10月6日：費率改採計時收費，每小時20元，每日上限100元。

2016年
- 2月5日：白河後壁T-Bike試營運，6月1日正式營運收費[6]。

2017年
- 3月1日：因應交通局建置之台南市公共自行車陸續進駐安平地區，為避免兩種自行車系統無法租還車問題，觀光旅遊局決定將觀光T-Bike遷出安平地區，轉移至後壁白河地區繼續營運。
- 10月1日：配合新營鐵道文化園區開幕，新設置新營火車站站點開始營運。

2018年
- 2月10日：配合2018月津港燈節開幕及因應賞燈人潮，新設鹽水站站點開始營運。
- 3月10日：配合2018林初埤木棉花季開幕及因應賞花人潮，新設白河林初埤站點開始營運。

2019年
- 7月9日：全數租賃站結束營運[7]。

## 營運資訊
- 營業時間：24小時
- 租借時間及費率：每輛每小時新臺幣二十元，每日上限為一百元（隔日0時重新計算），提供一卡租借多台的自行車租借服務[8]。
- 付費方式：悠遊卡、一卡通需感應卡片，信用卡則是手動輸入卡片資訊。
- 認證方式：租賃資訊站採手機號碼認證，請備妥手機。
- 服務專線：0988-865215

## 原站點
白河區
- 7-11新蓮鄉門市（大德街150號）
- 白河林初埤
- 白河運動公園站

後壁區
- 菁寮無米樂旅遊服務中心（菁寮75號）
- 小南海風景區（普陀寺旁）
- 後壁烏樹林糖廠站

新營區
- 新營火車站（鐵道地景公園）

鹽水區
- 鹽水站（南門路停車場）

安平區
- 安平樹屋站
- 安平小砲台站

## 外部連結
- 臺南市政府觀光旅遊局-觀光T-Bike （页面存档备份，存于）
- 臺南市觀光自行車租賃系統的Facebook專頁